# Thomas-Pfeifhase
Der Thomas-Pfeifhase (Ochotona thomasi) ist eine Säugetierart aus der Familie der Pfeifhasen innerhalb der Hasenartigen. Ihr Verbreitungsgebiet ist auf isolierte Berge des östlichen Qilian Shan in Westchina beschränkt.

## Merkmale
Der Thomas-Pfeifhase erreicht eine Körperlänge von 10,5 bis 16,5 Zentimetern und ist grau gefärbt. Von dem sympatrisch lebenden Gansu-Pfeifhasen (Ochotona cansus) unterscheidet er sich vor allem durch die Schädelmaße und -form. Der Schädel ist bei gleicher Länge deutlich schmaler und der Hirnschädel ist elliptisch geformt.

## Verbreitung

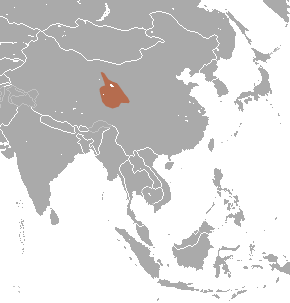
Verbreitungsgebiet (braun) von Ochotona thomasi

Der Thomas-Pfeifhase ist endemisch in der Volksrepublik China. Die Art kommt auf isolierten Bergen des östlichen Qilian Shan in Westchina in den Provinzen Gansu, Qinghai und dem nordwestlichen Sichuan vor. Dort lebt sie in Höhen von 3400 bis 4020 Metern.

## Lebensweise
Über die Lebensweise dieses Pfeifhasen liegen nur wenige Informationen vor; sie unterscheidet sich wahrscheinlich nur wenig von der des Gansu-Pfeifhasen, mit dem er in einigen Gebieten sympatrisch lebt. Als Lebensraum nutzt er Wiesen und gebüschreiche Flächen in den Höhenlagen. Er ist tagaktiv und ernährt sich als generalisierter Pflanzenfresser von Gräsern und anderen verfügbaren Pflanzen. Wahrscheinlich lebt er in kleinen Familiengruppen.

## Systematik
Der Thomas-Pfeifhase wurde als eigenständige Art den Pfeifhasen (Gattung Ochotona) und der Untergattung Ochotona zugeordnet, Unterarten sind nicht bekannt. Die wissenschaftliche Erstbeschreibung erfolgte durch Argyropulo im Jahr 1948. Der Artname ehrt Oldfield Thomas, der die Familie der Pfeifhasen 1897 erstmals beschrieb.

## Gefährdung und Schutz
Die Art wird von der International Union for Conservation of Nature and Natural Resources (IUCN) aufgrund des relativ weiten Verbreitungsgebietes als nicht gefährdet (least concern) eingestuft. In seinem Verbreitungsgebiet ist Ochotona thomasi jedoch selten und über seine Lebensweise und Populationsgröße liegen kaum Daten vor. Als potenzielle Gefährdungsursache wird die Schädlingsbekämpfung in China angesehen, die sich gegen andere Kleinsäugetiere richtet.

## Belege
1. 1 2 3  Joseph A. Chapman, John E. C. Flux (Hrsg.): Rabbits, Hares and Pikas. Status Survey and Conservation Action Plan. (Memento des Originals vom 14. Januar 2009 im Internet Archive)  Info: Der Archivlink wurde automatisch eingesetzt und noch nicht geprüft. Bitte prüfe Original- und Archivlink gemäß Anleitung und entferne dann diesen Hinweis. (PDF; 11,3 MB) International Union for Conservation of Nature and Natural Resources (IUCN), Gland 1990; S. 53. ISBN 2-8317-0019-1.
2. 1 2 3 4 5  Ochotona thomasi in der Roten Liste gefährdeter Arten der IUCN 2011. Eingestellt von: A. T. Smith, C. H. Johnston, 2008. Abgerufen am 12. Juli 2012.
3. 1 2  Don E. Wilson & DeeAnn M. Reeder (Hrsg.): Ochotona thomasi (Memento des Originals vom 25. März 2016 im Internet Archive)  Info: Der Archivlink wurde automatisch eingesetzt und noch nicht geprüft. Bitte prüfe Original- und Archivlink gemäß Anleitung und entferne dann diesen Hinweis. in Mammal Species of the World. A Taxonomic and Geographic Reference (3rd ed).